# Party Rock Anthem
Party Rock Anthem — пісня з другого музичного альбому Sorry for Party Rocking американського дуету реп-діджеїв LMFAO за участю Lauren Bennett & GoonRock. Сингл 11 тижнів очолював чарт Нової Зеландії, 10 тижнів — Австралії та 6 тижнів — США (Billboard Hot 100), де число його цифрових завантажень перевищила 6 млн., досягнувши цього показника за 48 тижнів (попередній рекорд був 54 тижня у співачки Адель з синглом «Rolling in the Deep»). Сингл став № 5 за всю історію в підсумковому ювілейному чарті Hot 100 55th Anniversary» журналу Billboard, присвяченому 55-річчю головного хіт-параду США.

## Відео
Музичне відео до цього синглу мало великий успіх: на сервісі YouTube його переглянули 1 079 152 570 разів (1/5/2016) .

## Список композицій
Цифрові завантаження
1. «Party Rock Anthem» — 4:23

CD сингл
1. «Party Rock Anthem» (Album Version) — 4:23
2. «Party Rock Anthem» (Audiobot Remix) — 6:01

1. «Party Rock Anthem» (Wideboys Radio Edit) — 3:25
2. «Party Rock Anthem» (Wideboys Club Mix) — 5:49
3. «Party Rock Anthem» (Christopher Lawrence Radio Edit) — 3:38
4. «Party Rock Anthem» (Christopher Lawrence Club Mix) — 7:11
5. «Party Rock Anthem» (Russ Chimes Dub) — 6:25
6. «Party Rock Anthem» (Alesso Remix) — 5:49
7. «Party Rock Anthem» (Benny Benassi Radio Edit) — 3:36
8. «Party Rock Anthem» (Benny Benassi Club Mix) — 6:17
9. «Party Rock Anthem» (Benny Benassi Dub Remix) — 6:01
10. «Party Rock Anthem» (Audiobot Remix) — 6:01
11. «Party Rock Anthem» (Cherry Cherry Boom Boom Bomber Remix) — 4:02
12. «Party Rock Anthem» (DJ Enferno Remix) — 4:52
13. «Party Rock Anthem» (Kim Fai Remix) — 6:53
14. «Party Rock Anthem» (Millions Like Us Dubstep Remix) — 4:38
15. «Party Rock Anthem» (Arion Dubstep Remix) — 3:23
16. «Party Rock Anthem» (Alyn's Goin Hard remix) — 4:20
17. «Party Rock Anthem» (Mt Parahaki Dubstep remix) — 4:22